# Hedysareae
Hedysareae és una tribu d'angiospermes que pertany a la subfamília faboideae dins de la família de les fabàcies.

## Gèneres
- Ebenus
- Eversmannia
- Hedysarum
- Onobrychis
- Sartoria
- Stracheya
- Taverniera

## Galeria

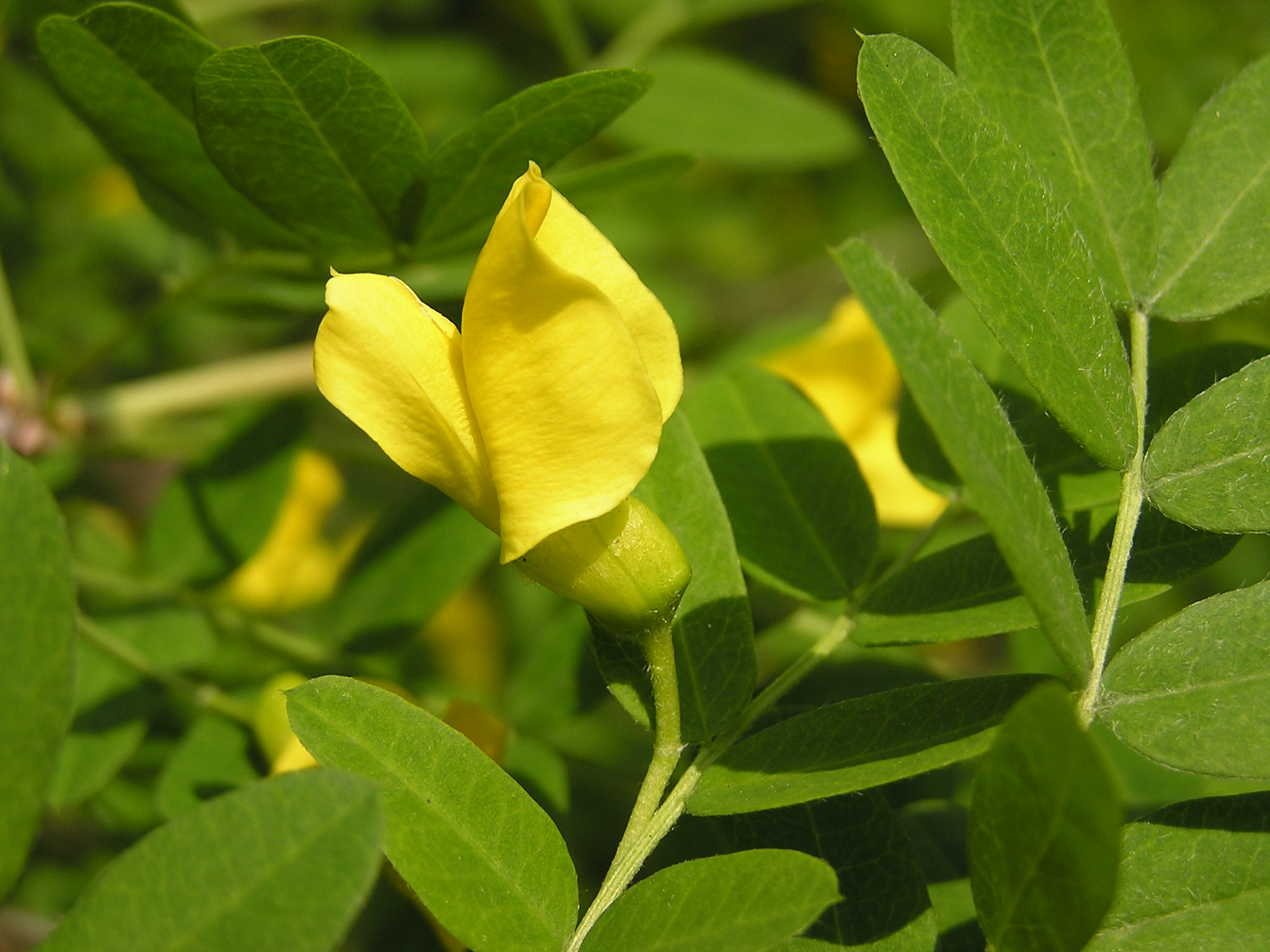
Flors de Caragana arborescens
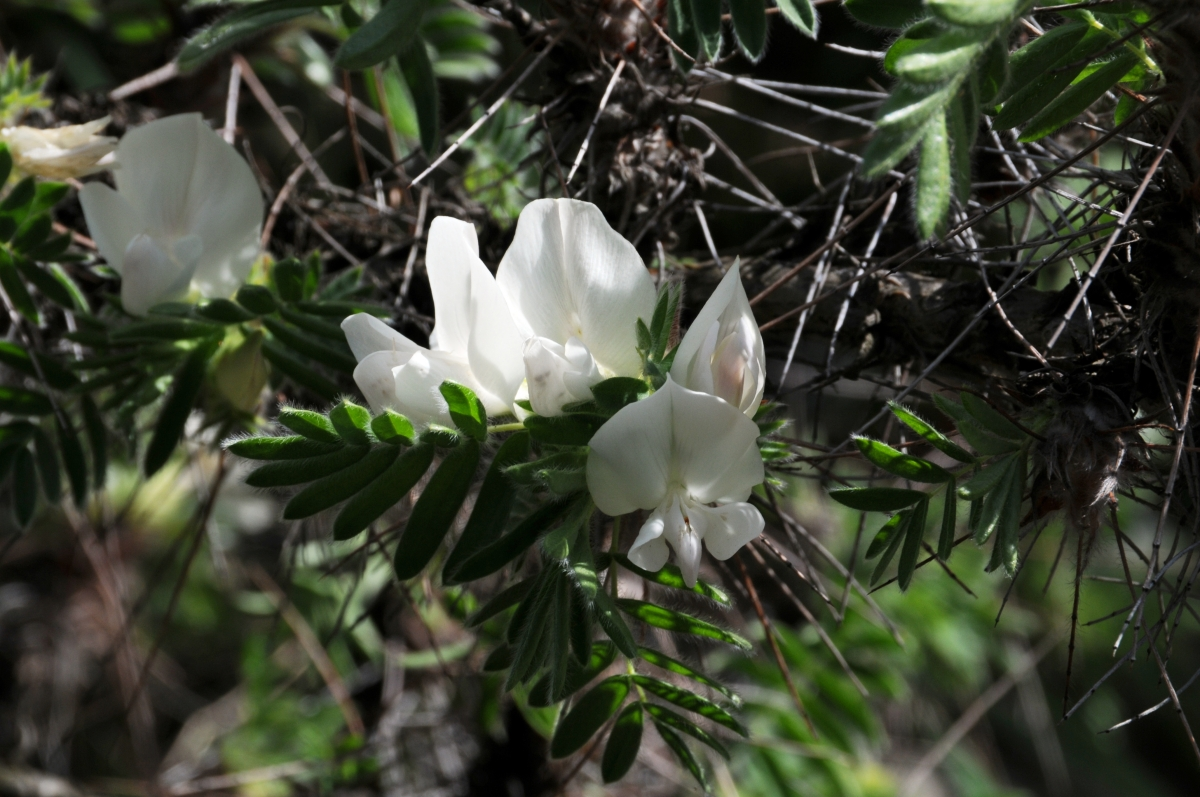
Caragana jubata en flor
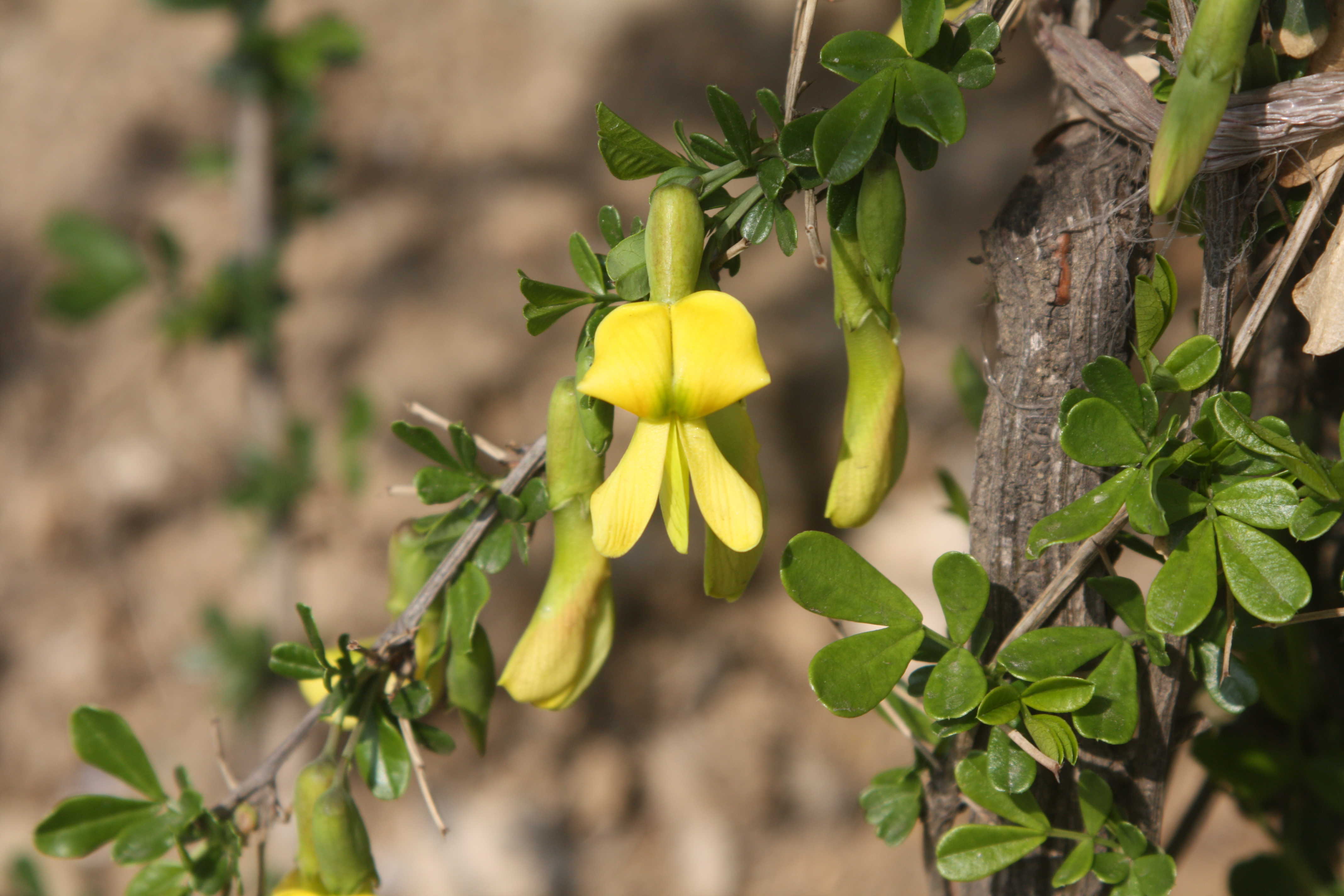
Caragana sinica
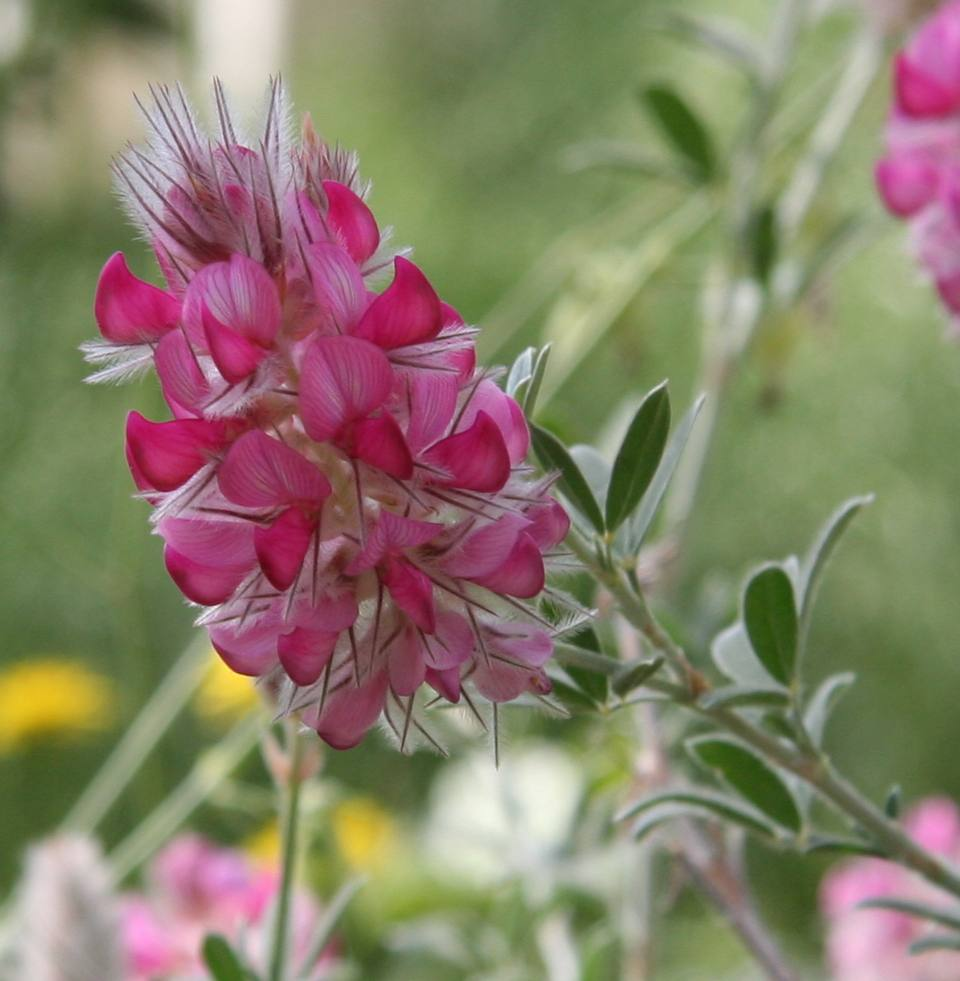
Ebenus cretica en floració
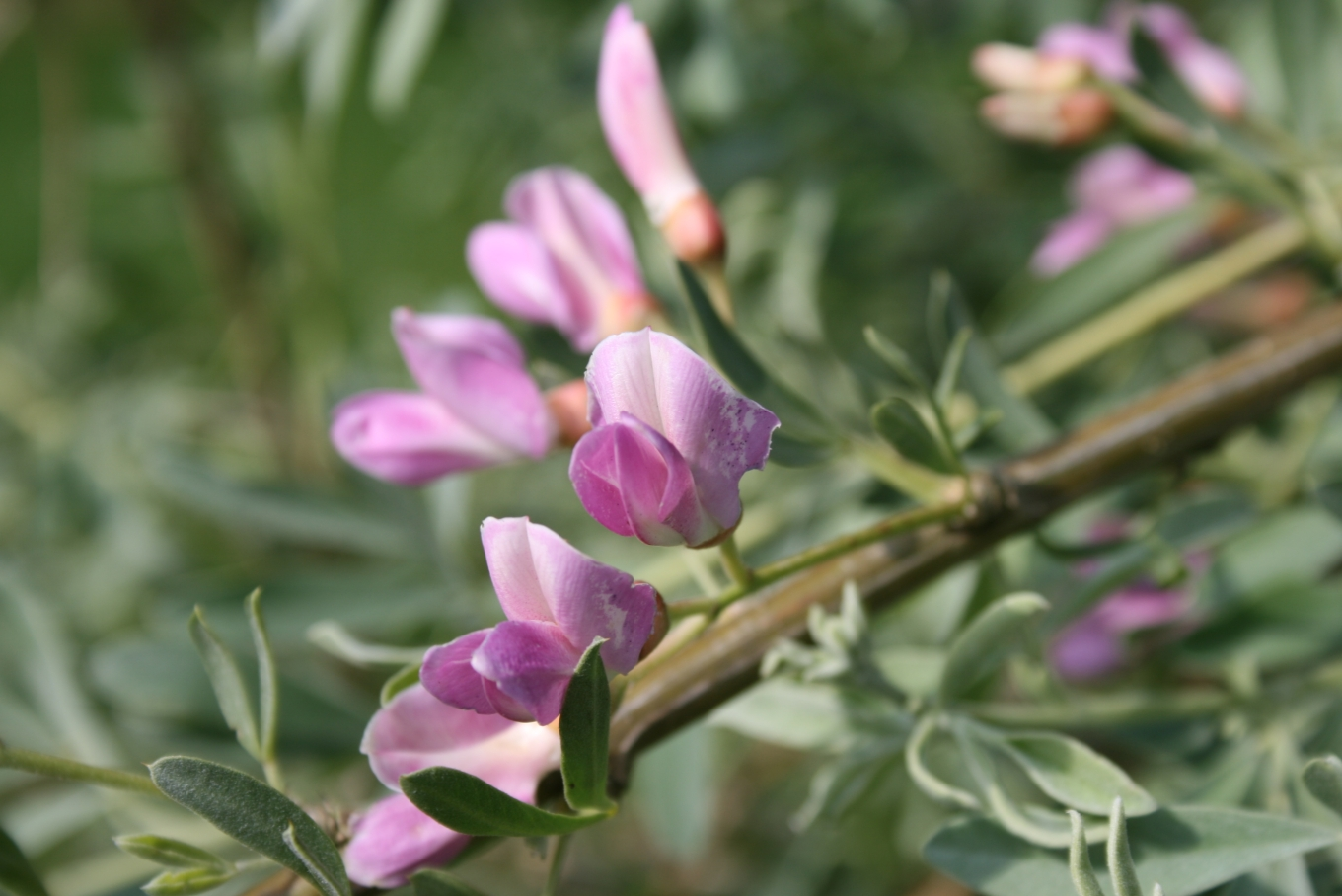
Halimodendron halodendron
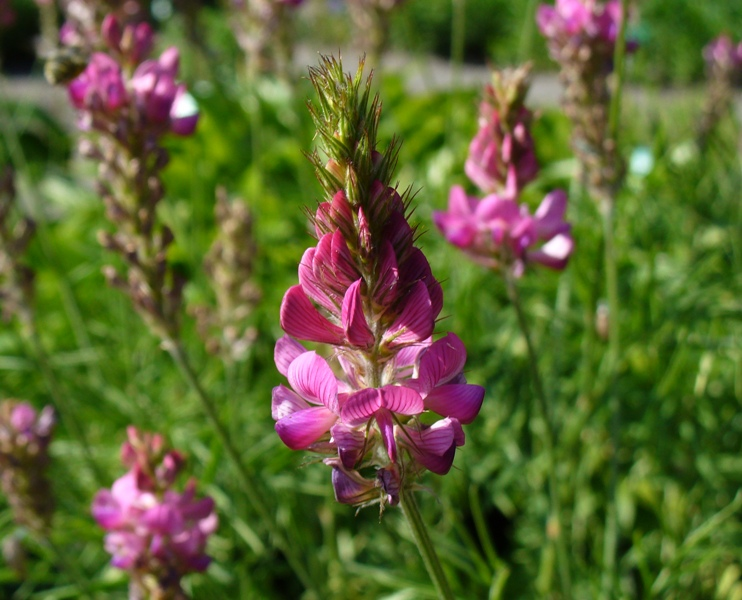
Inflorescència de Onobrychis montana